# Stojaté vlnění

Stojatá vlna (černá) vzniká složením protiběžných vln modré a červené. Červené body jsou uzly.

Jak se z postupné vlny tvoří stojatá

Stojaté nebo také stacionární vlnění je vlnění, jehož každý bod má stálou amplitudu, takže uzly a vrcholy vlnění zůstávají na stejném místě. Stojaté vlnění vzniká tak, že se setkávají dvě protiběžné vlny o stejné frekvenci, nejčastěji jako vlna přímá a vlna odražená od nějaké překážky.

## Příklady
Nejběžnějším příkladem stojatého vlnění je znějící struna, která má uzly na obou koncích, případně na konci a v bodě, kde je přitlačena k pražci nebo k hmatníku. Vlnění, vybuzené například brnknutím nebo smyčcem, se od těchto bodů odráží a vytváří stojaté vlnění s rezonanční frekvencí struny. Podobně je tomu u plošných vln, jako je například znějící buben nebo gong: zde se vlny odrážejí od okrajů disku a složením přímé a odražené vlny vzniká stojaté vlnění na rezonanční frekvenci nástroje.
Podobně vzniká i elektromagnetické stojaté vlnění, například na televizní anténě (dipólu), v rezonančním obvodě nebo v rezonátoru.

## Matematické vyjádření

### Dokonalý odraz
V případě dokonalého odrazu lze okamžitou hodnotu veličiny u charakterizující vlnění v bodě x a čase t vyjádřit vztahem:
{\displaystyle u(x,t)=A\sin(\omega t-kx)+A\sin(\omega t+kx)=2A\sin(kx)\cos(\omega t)}
kde:
- A je amplituda vlny,
- ω je úhlová rychlost, vyjádřená v radiánech za sekundu, tj. 2π-krát frekvence (v hertzích),
- k je vlnočet (tj. 2π dělené vlnovou délkou λ v metrech) vyjádřený v radiánech na metr,
- x je poloha
- t je čas.

Body x, kde {\displaystyle sin(kx)} je nulové, tzn. že amplituda stojatého vlnění je nulová, nazýváme uzly.

### Nedokonalý odraz
V praxi kvůli ztrátám energie při odrazu nemá odražená vlna stejnou amplitudu jako původní vlna. Výsledek lze pak interpretovat jako stojatou vlnu se superponovanou postupnou vlnou nebo jako superpozici dvou stojatých vlnění:
{\displaystyle u(x,t)=A\cos(\omega t-kx)+B\cos(\omega t+kx)=}
{\displaystyle ={\begin{matrix}{\frac {1}{2}}\end{matrix}}(A+B)\{\cos(\omega t-kx)+\cos(\omega t+kx)\}+{\begin{matrix}{\frac {1}{2}}\end{matrix}}(A-B)\{\cos(\omega t-kx)-\cos(\omega t+kx)\}},
{\displaystyle =(A+B)\cos(kx)\cos(\omega t)+(A-B)\sin(kx)\sin(\omega t)},
Pokud A ≠ B, nedojde ke vzniku uzlů, ale míst s minimální a míst s maximální amplitudou, což jsou amplitudy dvou výsledných stojatých vln. Jejich poměr se nazývá činitel stojatého vlnění (zkratka ČSV, nebo PSV, anglicky SWR).